# Buron (Vaud)
Pour les articles homonymes, voir Buron (homonymie).
Le Buron est une rivière du Gros-de-Vaud et de la plaine de l'Orbe dans le canton de Vaud, en Suisse.

## Hydronymie
Le Buron tire son nom de l'ancien français buiron signifiant cabane ou étable. Quant à l'origine de ce mot, elle est incertaine. Elle pourrait provenir de la racine celte BR ayant la même signification ou alors du germanique bûra ayant là aussi la même signification.

## Géographie
Le Buron est une rivière qui naît dans les bois de la Repe à l'est de Goumoens-la-Ville très proche de la limite communale de Villars-le-Terroir. Elle traverse les Grands Bois où elle en sort au nord, sur la commune de Villars-le-Terroir. Elle est alors canalisée sur environ 535 mètres. Elle résurge de l'autre côté de la route reliant Villars-le-Terroir à Penthéréaz. Elle y récupère les eaux de petits ruisseaux et marque désormais la limite communale entre Villars-le-Terroir et Penthéréaz puis entre Vuarrens et Penthéréaz où elle y entre complètement au hameau des Mottettes. Elle traverse brièvement l'est de la commune de Chavornay puis entre sur la commune d'Essertines-sur-Yverdon où elle traverse le hameau de la Robellaz. Elle entre ensuite dans un vallon très encaissé où elle marque la limite entre les communes d'Essertines-sur-Yverdon et de Belmont-sur-Yverdon. Ce sont les Côtes du Vigny. Elle en sort en marquant la limite avec la commune d'Yverdon-les-Bains puis de Valeyres-sous-Ursins où elle reçoit les eaux du ruisseau de Valeyres. Après avoir passé le Moulin de Gressy, elle reçoit les eaux de la Niauque et dans la grande côte de Sermuz, elle fait un coude versle nord-est où elle est canalisée. Elle entre dans la ville d'Yverdon-les-Bains et la traverse complètement en restant canalisée jusqu'à son embouchure dans le lac de Neuchâtel.

### Aménagements
Si la partie amont du Buron s'écoule dans un lit naturel, à l'exception d'un tronçon d'environ 535 mètres à Villars-le-Terroir, la rivière a été canalisée au XIXe siècle dans sa partie avale à Yverdon-les-Bains. Le 2 novembre 2023, le conseil communal de cette ville alloue un budget de 963 000 CHF pour étudier la renaturation du cours d'eau sur sa partie yverdonnoise. Les objectifs de ces aménagements sont pluriels. Ils s'agit notamment d'agrandir le lit du cours d’eau pour lui donner la possibilité de divaguer ; de réduire la pente des berges et mieux protéger les alentours du cours d'eau de ses crues, tout en préservant la surface agricole utile ; de planter plus d'espèces arboricoles et florales et en ville,.
Le bassin versant du Buron jusqu'à la station de Gressy est de 35,1 km2 et de 38,91 km2 sur l'ensemble du cours d'eau.

### Hydrologie
À Gressy, le débit annuel moyen du Buron est de 0,424 m3/s pour la période de 2012 à 2018. Le débit de pointe le plus élevé est atteint le 22 janvier 2018 avec 20,3 m3/s, avec ce même jour, un débit moyen de 11,3 m3/s. Le débit minimum moyen journalier lui a été mesuré en le 17 septembre 2018 avec 0,016 m3/s.

## Faune
Concernant la faune piscicole, les truites sont présentes sur presque toute la longueur du cours d'eau. En 2021, l'État de Vaud recense la capture de 113 truites de plus de 24 centimètres. Les variantes lacustres remontent cette rivière pour frayer. Une rampe piscicole dans le virage de la Côte de Sermuz y a été aménagée en 2011.
En outre, le Buron abrite aussi d'autres espèces d'animaux comme les écrevisses à pattes rouges et à pattes blanches, ou des batraciens comme le crapaud commun, le sonneur à ventre jaune, le triton palmé ou encore le triton commun.
Quant à la faune aviaire, le Buron permet notamment au cincle plongeur et à la bergeronnette des ruisseaux de trouver un lieu d'accueil.

## Galerie de photos

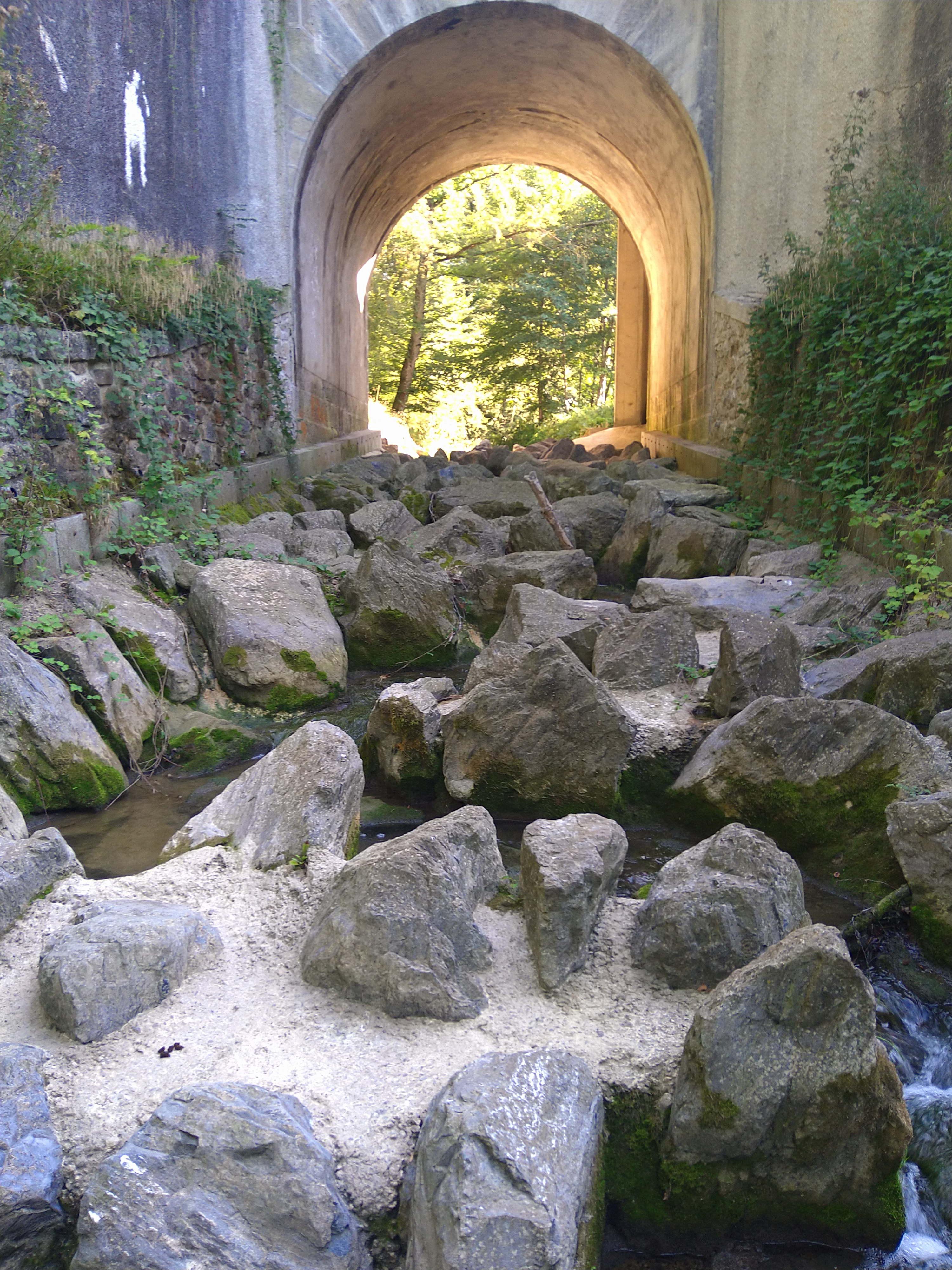
Le Buron sous la route principale 5.
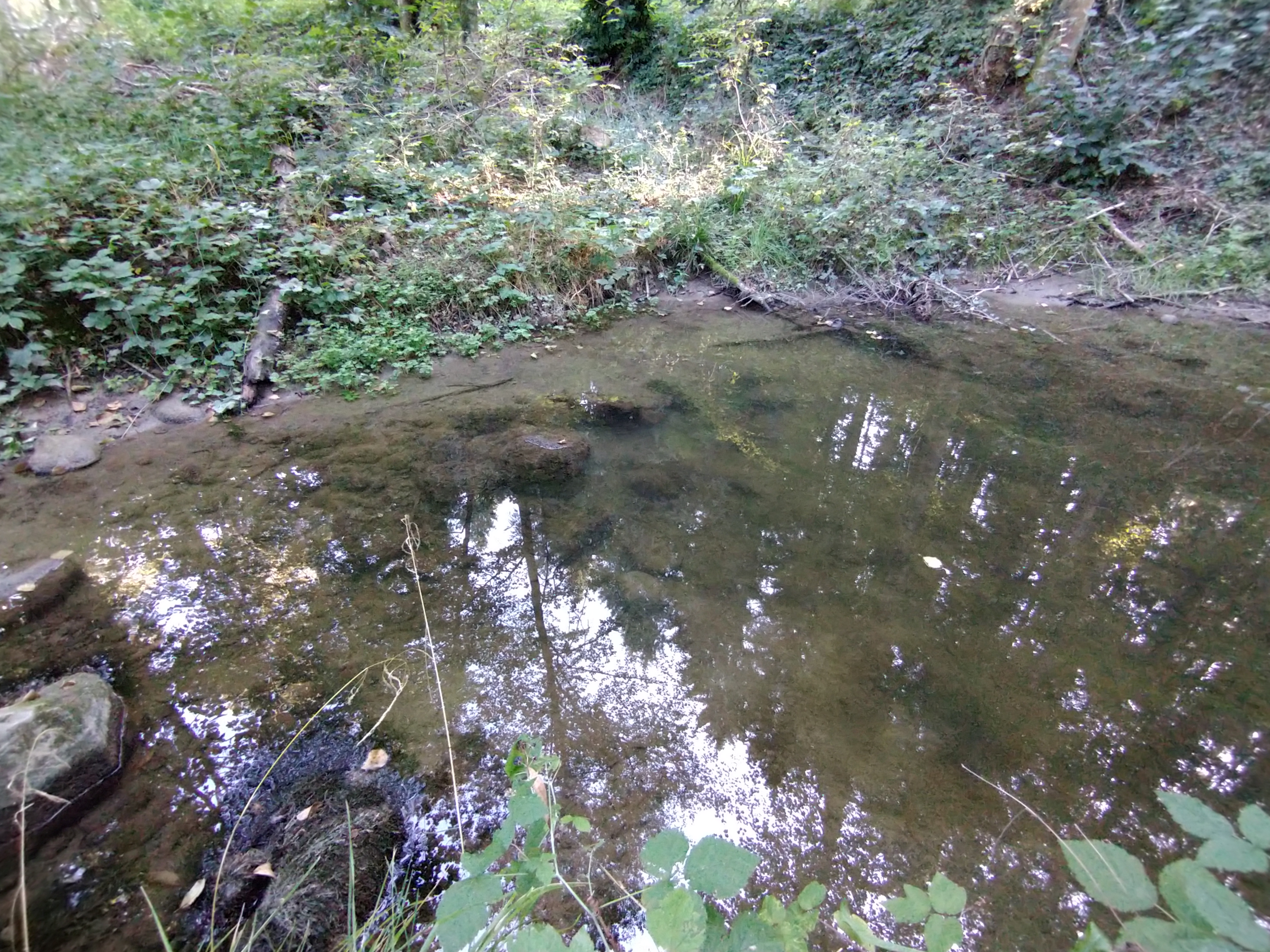
Le Buron à Penthéréaz où il forme des abris pour les truites.
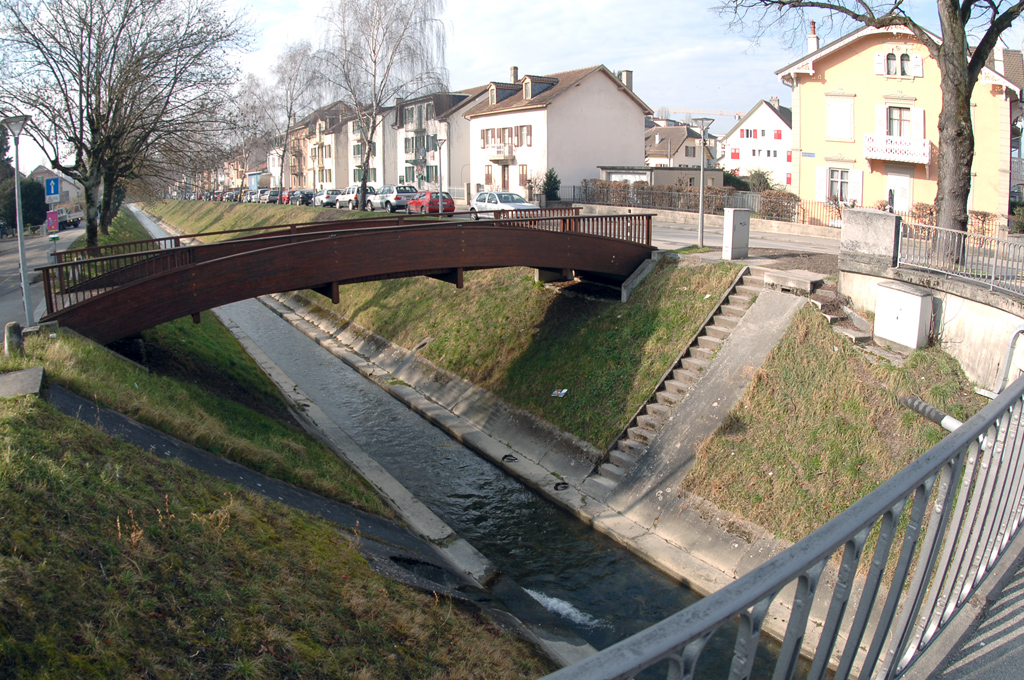
Le Buron canalisé à Yverdon-les-Bains longeant la rue du Buron et le chemin de Chalamont.